# Messier 10
Messier 10 (również M10, NGC 6254) – gromada kulista w konstelacji Wężownika. Znajduje się w odległości około 14 300 lat świetlnych od Słońca oraz 15 tys. lat świetlnych od centrum Galaktyki. Została odkryta przez Charles’a Messiera 29 maja 1764 roku.

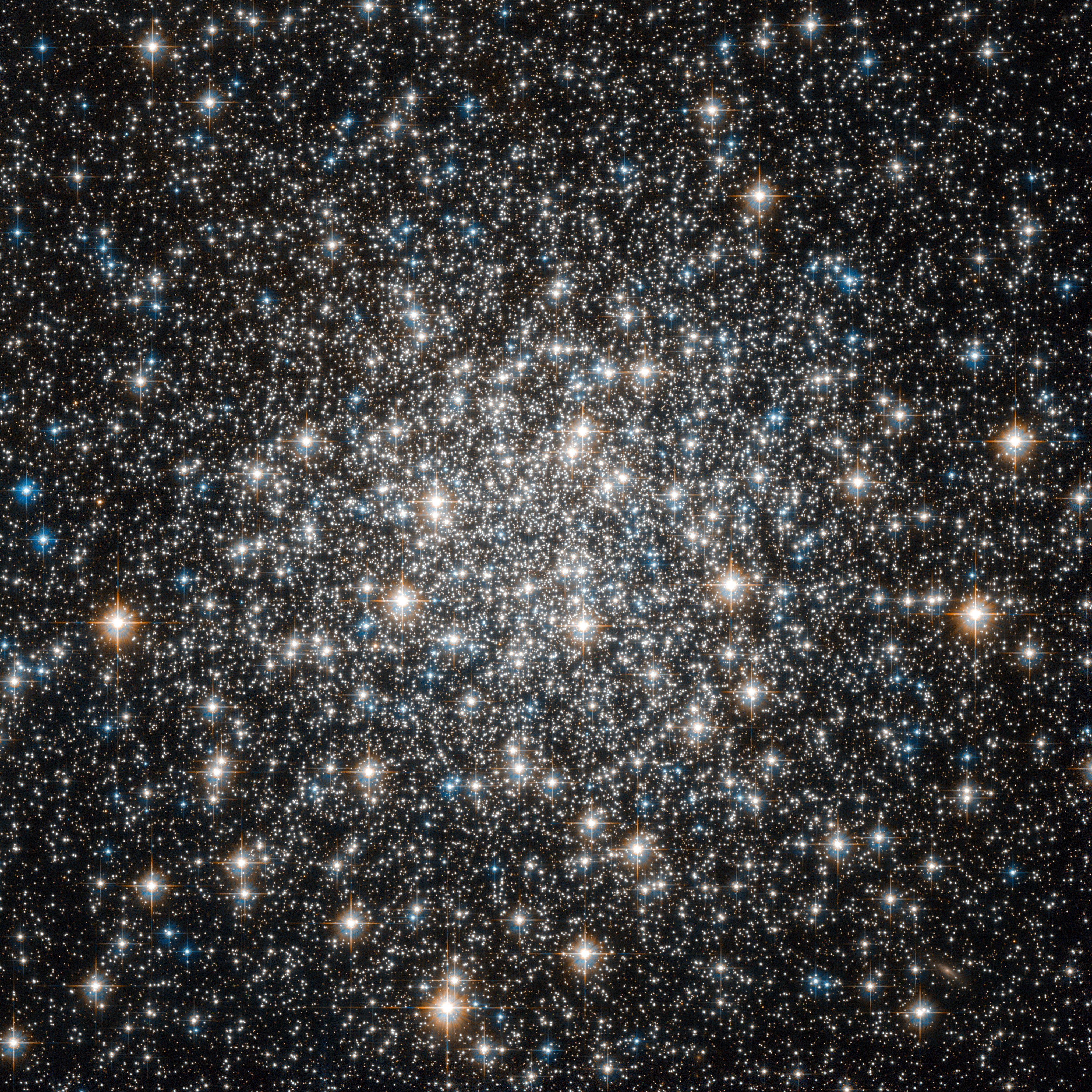
Centralna część Messier 10 (HST)

M10 ma średnicę około 80 lat świetlnych. Zajmuje obszar 20 minut w mierze kątowej. Ponieważ jednak zewnętrzne regiony gromady są bardzo rozproszone, a stosunkowo jasne jądro jest zbyt słabe, M10 jest niewidoczna gołym okiem. Jasność gromady wynosi 6,6m.
W gromadzie odkryto tylko 4 gwiazdy zmienne.